# 流通コミュニケーション
流通コミュニケーション（りゅうつうコミュニケーション）とは円滑なモノの移動のために関係する組織・部門間で情報を共有しあうこと。ロジスティクスの構成要素の一つである。以下の諸関係のあいだで起こると考えられる。
1. 企業とそのサプライヤーと顧客の間。
2. ロジスティクス・エンジニアリング・会計・マーケティング・生産といった企業内の機能間。
3. ロジスティクス諸活動相互間。
4. ロジスティクス諸活動内で起こるコミュニケーション。（例：原材料・仕掛かり品・完成品の倉庫内での保管の調整）
5. サプライチェーン内のメンバーで直接物品取引きのないメンバー間。メーカーと仲介の業者との関係、あるいは2次的なサプライヤーや顧客との関係が含まれる。

- ここでいうロジスティクス諸活動とはロジスティクスのフレームワークスを指す。